# عمار البلوشي
عمار البلوشي أو علي عبد العزيز علي باكستاني نشأ في الكويت، وهو ابن شقيقة خالد شيخ محمد، وهو معتقل في معسكر غوانتانامو، ويزعم المسؤولون الأميركيون أن غالبية الأموال التي حصل عليها الخاطفين من هجمات 11 سبتمبر قد نقلها من الإمارات البلوشي ومصطفى الهوساوي، وأفادت لجنة 11 سبتمبر أنه ساعدهم في شراء تذاكر الطيران، والتأشيرات السياحية وحجز غرف الفنادق كما علمهم على الحياة اليومية في الغرب، مثل شراء الملابس وطلب الطعام، ولكن البلوشي في دفاعه قال أنه يساعد الناس دائمًا بالأموال، وليس لديه معرفة ما هي هويتهم.